# Cosipara smithi
Cosipara smithi là một loài bướm đêm trong họ Crambidae.